# Visage
Pour les articles homonymes, voir Visage (homonymie).

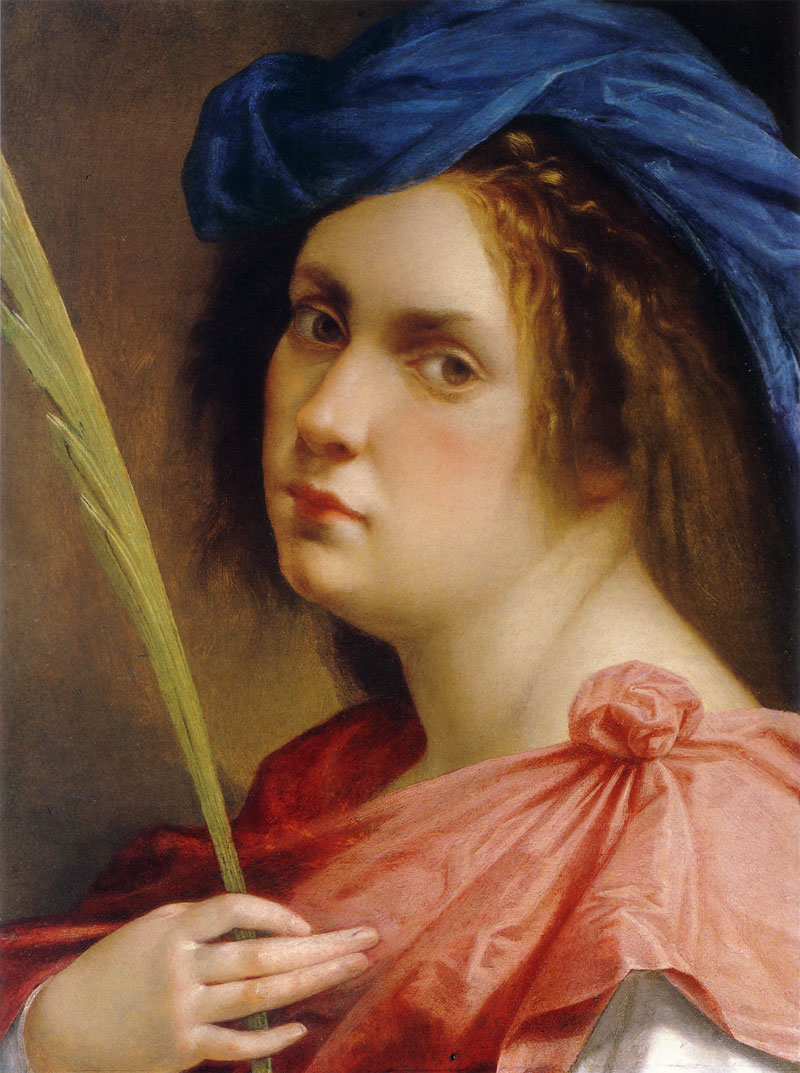
Autoportrait en martyr, par Artemisia Gentileschi.

Le visage est la zone externe de la partie antérieure de la tête de l'être humain, appelée aussi face ou figure. Il se structure autour de zones osseuses abritant plusieurs organes des sens ; il comprend notamment la peau, le menton, la bouche, les lèvres, le philtrum, les dents, le nez, les joues, les yeux, les sourcils, le front, les cheveux et les oreilles.
Chaque visage est unique, ce qui en fait un élément essentiel de l'identité et une base pour l'identification des personnes (photographie d'identité, anthropométrie, reconnaissance faciale...).
C'est un vecteur essentiel pour les interactions sociales et l'empathie, et pour la communication non verbale, notamment via à l'expression des émotions permise par la très grande mobilité et complexité des muscles orofaciaux sous contrôle du nerf facial. Les humains comme d'autres primates ont développé une habileté particulière dans la perception des visages.
Dans les arts plastiques (dessin, peinture, sculpture, etc.), l'art du portrait est un thème majeur et ancien comme en témoigne la célébrité de tableaux comme la Mona Lisa de Léonard de Vinci ou les représentations paléolithiques de portraits retrouvés dans des grottes datées de 27 000 ans.
Examiné à l'aide d'un miroir, le visage est l'objet de soins d'hygiène particuliers, de décorations ou maquillage, et la principale région du corps sur laquelle intervient la chirurgie plastique. Dans la plupart des arts du spectacle, le visage est l'objet de traitements particuliers : maquillages (clown, chanteur d'opéra, ...), gros plans cinématographiques...
Pour diverses raisons, festives, religieuses, professionnelles, rituelles, il peut être en totalité ou partiellement recouvert par un masque ou autre objet (tel un voile ou une cagoule). Il est dans un certain cinéma comique et en d'autres occasions, la cible de tartes à la crème.
Le philosophe Emmanuel Levinas a développé une partie de sa pensée à partir de la notion de visage, et la science (neurologie notamment) cherche à mieux comprendre l'origine des sentiments que nous inspirent presque immédiatement la vue d'un visage.

## Perception du visage par autrui

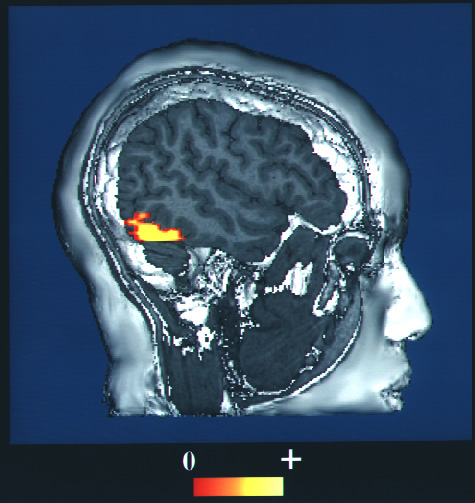
Zone cérébrale activée lors de la reconnaissance faciale (NIH)

La croyance que l'apparence, l'attitude et tout particulièrement le visage reflètent la nature de l'esprit et de la personnalité est profondément ancrée et elle perdure au moins depuis l'antiquité chinoise et occidentale gréco-romaine.
Cette croyance a donné naissance à la physiognomonie, une pseudoscience qui a atteint son apogée au XIXe siècle avec Cesare Lombroso et son anthropologie criminelle qui affirmait par exemple, « les voleurs se distinguent par leurs visages expressifs et leur dextérité manuelle, leurs petits yeux errants souvent de forme oblique, leurs sourcils épais et serrés, leurs nez déformés ou écrasés, leurs barbes et cheveux fins et leur front incliné ».
La science moderne a démontré la fausseté de ces interprétations mais montre aussi que les évaluations subjectives, instinctives et rapides (38 millisecondes suffisent pour un visage émotionnellement neutre) , des traits et expressions des visages existent, et qu'elles sont prédictrices de phénomènes et « résultats sociaux » importants... mais pas nécessairement du sentiment amoureux  ou du coup de foudre qui restent souvent plus « personnels ».
Dans les relations interhumaines de proximité, le visage est, avec les mains, un organe majeur de communication non verbale, communication qu'il exerce sur de multiples dimensions (dont certaines accessibles aux bébés et par certains animaux domestiques)[réf. nécessaire]. La structure et les traits du visage, dans un certain contexte, prédisent ou facilitent des résultats sociaux importants, allant du succès dans un groupe ou dans la société (popularité...), à un succès électoral,,, en passant par les décisions de justice (sévérité de la peine prononcée lors d'un jugement,) ou encore par la note donnée à un élève ou le choix d'une personne d'après la photo de son curriculum vitae. 
Alexander Todorov et Nikolaas N. Oosterhof, deux psychologues à l'Université de Princeton ont développé un modèle 2D (image de synthèse d'un visage de type caucasien ; en version masculine et féminine), émotionnellement neutres mais de forme modifiable, facilitant leur évaluation par des tiers. Ce modèle est construit sur la base d'études comportementales préalables et de modélisation informatique. D'après les résultats de leurs études, nous classons automatiquement et instinctivement et/ou culturellement les visages humains selon une échelle à deux dimensions orthogonales de valeurs qu'ils ont dénommé  :
1. valence (degré de confiance spontanément accordé à l'autre) ;  l'évaluation de la valence se montre plus sensible aux caractéristiques évoquant des expressions utiles pour déterminer si la personne - d'après son visage - devrait être évitée ou approchée[13] ; en particulier, les signes supposés de colère ou violence, parfois subtils, sont presque instantanément décelés[6],[7] ;
2. domination ou dominance (soumission ou au contraire force, assurance, exprimées par le visage de la personne) ; son évaluation par les tiers se montre plus sensible aux caractéristiques physiques du visage[13].

En manipulant les images de synthèse par un logiciel de modélisation tridimensionnelle « modeleur », en faisant simplement varier les curseurs de ces deux dimensions orthogonales (valence et dominance), des jugements sociaux, tels que le degré de menace ressenti, peuvent être suscités et reproduits. Oosterhof et Todorov (2008) en déduisent que « l'évaluation des visages repose sur une généralisation excessive de mécanismes adaptatifs anciens, destinés à déduire des intentions nuisibles et la capacité de causer des dommages ; elle offre des jugements rapides, mais pas nécessairement précis des visages ».
Cette étude a été reproduite (avec succès) aux États-Unis, mais en 2017 on ignore si ce résultat vaut pour d'autres cultures dans le monde. Une vaste étude internationale a donc été proposée par des psychologues de l'Université de Glasgow (Royaume-Uni) pour  tester le protocole de l'étude de Todorov à échelle mondiale, en partenariat avec plus de cinquante laboratoires collaborateurs de l'initiative PSA (“Psychological Science Accelerator”).
Dans le système nerveux central, la région de  l'amygdale (zone sous-corticale) est connue pour être le lieu du conditionnement de la peur, et elle contribue à consolider des souvenirs émotionnels,. L'amygdale joue un rôle majeur dans l'évaluation (subjective et presque immédiate) du degré de confiance qu'on peut donner à une personne (« fiabilité » du visage),,.

## Impact de l'âge
Les signaux donnés par les traits du visage ou par un visage « neutre » (expérimentalement, à partir d'une image de synthèse éventuellement) sont interprétés différemment selon qu'ils proviennent d'un bébé, d'un enfant, d'un adulte ou d'une personne âgée.[réf. nécessaire] Ils sont également associés à une notion subjective de maturité (comportementale, sexuelle, sociale, etc.).

## Impact du sexe

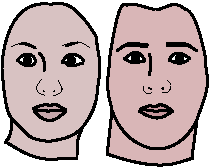
Essai de différenciation et représentation synthétique des traits féminins et masculins.

Les visages présentent généralement quelques subtiles caractéristiques qui, une fois perçues et rapprochées, les font identifier assez sûrement comme masculin ou féminin. La peau est généralement plus douce et lisse chez la femme. Les lignes physionomiques de l'homme sont généralement proéminentes et droites, alors qu'elles sont plus arquées chez la femme. Le profil masculin est généralement plus perpendiculaire, angulaire, tandis que la femme a généralement le visage plus arrondi, et les mâchoires et la base du crâne sont plus petites. L'arcade sourcilière est généralement plus prononcée chez l'homme. Chez la femme, les éminences matoïdes et les arcades zygomatiques sont moins prononcées et moins étendues, et la courbure du rebord alvéolaire des mâchoires est plus « élégante ». Si la puberté n'a pas été contrariée, le visage de l'homme est généralement plus velu (présence d'une barbe plus ou moins fournie, caractère sexuel secondaire). Avant la puberté, les enfants des deux sexes se ressemblent beaucoup.
Cependant, le fait de se maquiller, de se tatouer, ou les visages brûlés par le soleil font qu'il n'est pas toujours possible de reconnaître le sexe d'un visage.

## Le visage dans l'art

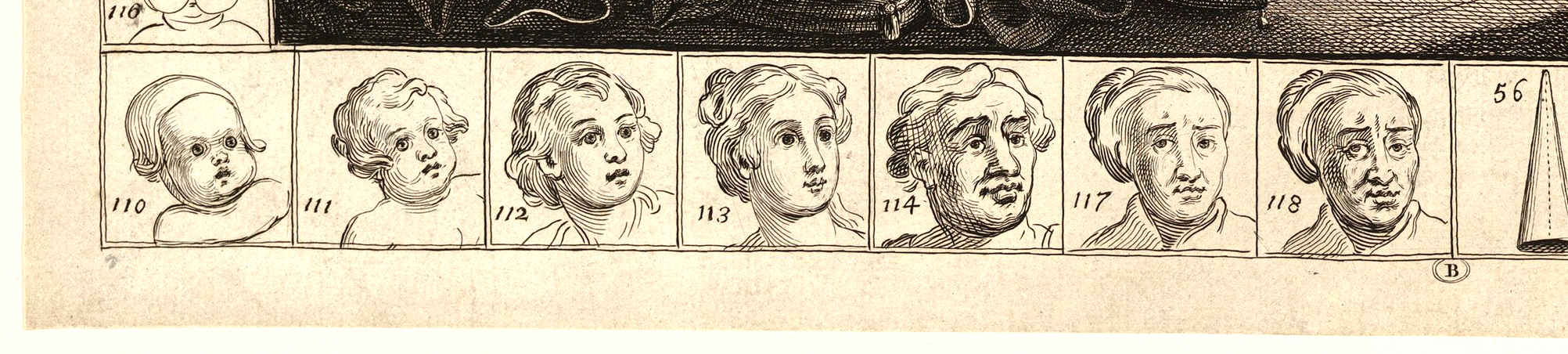
Le visage aux différents âges vu par William Hogarth dans L'Analyse de la beauté en 1753.

La Dame de Brassempouy ou Dame à la Capuche est la plus ancienne représentation connue du visage.

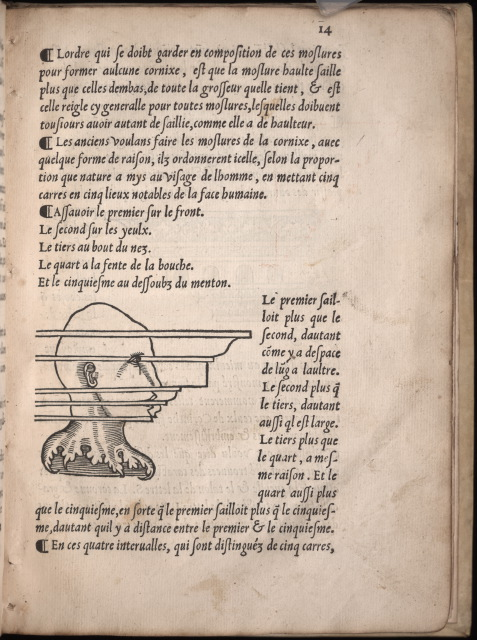
1542 - Paris, les proportions du visage comme base de conception des corniches (Diego de Sagredo : Raison d'architecture antique).
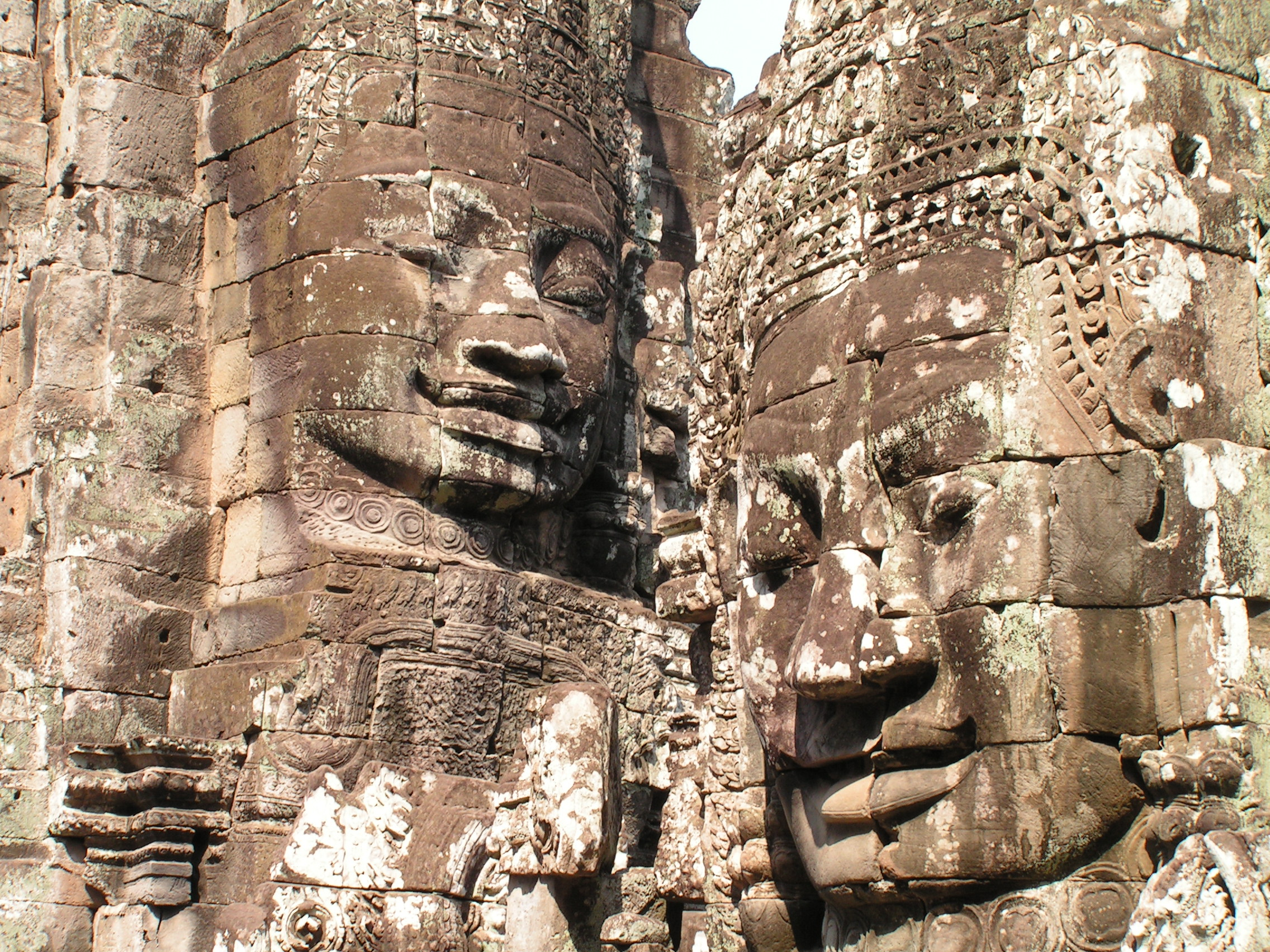
Visages monumentaux à Angkor
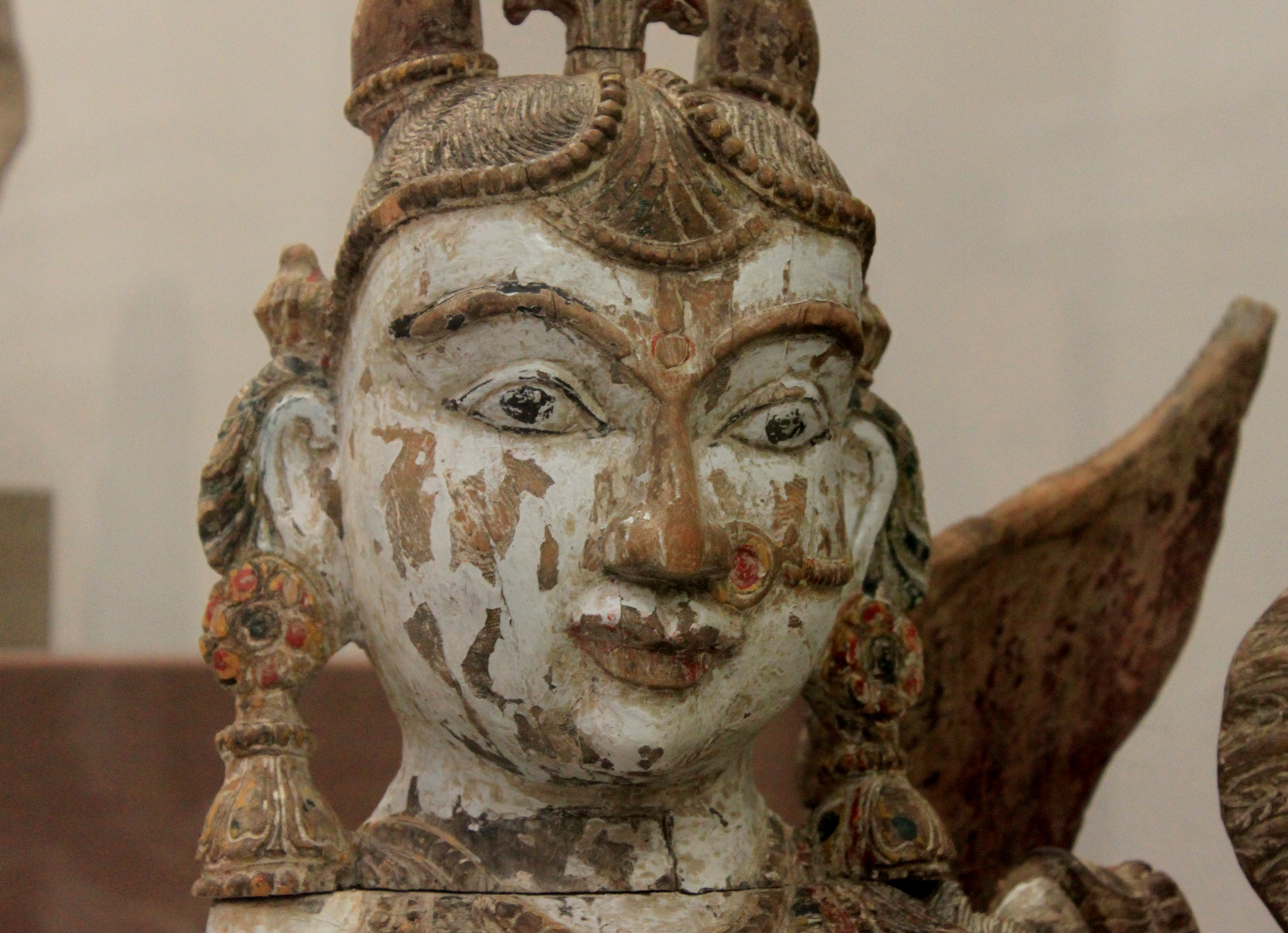
Sculpture (Inde).
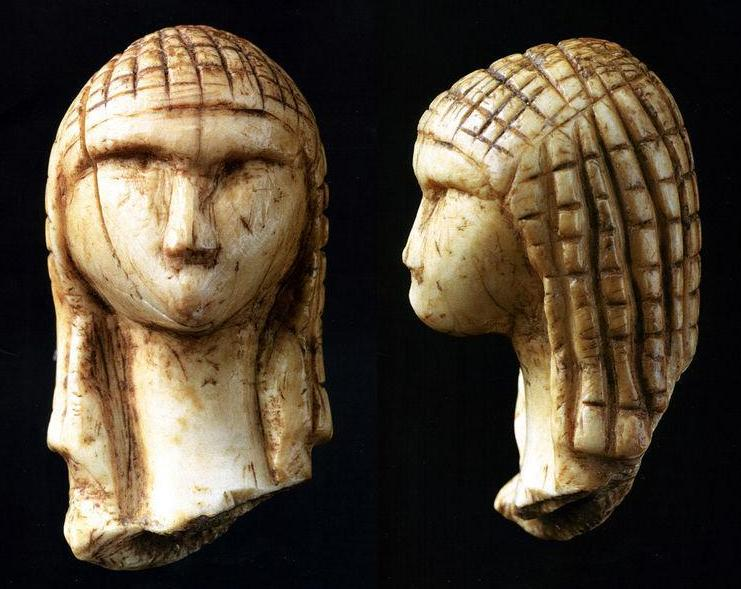
La Dame de Brassempouy, la plus ancienne représentation connue d'un visage humain.

## Pratiques rituelles
En Amérique du Sud, la tradition des têtes réduites vise surtout dans leur fabrication la conservation du visage de l'ennemi et la « tête », de fait privée de son crâne, est davantage symboliquement considérée et utilisée comme un « masque » que comme partie d'un corps.[pas clair]
Des sectes arabes avaient pour habitude de réunir leurs membres dans des séances de « lecture » du visage d'un homme posant à la manière d'un modèle, à l'instar d'une lecture d'un verset du Coran, Allah « écrivant » les traits des hommes comme il le fait pour le reste du monde.

## Le visage dans la robotique
Un visage de robot ressemblant à la réalité humaine, mais mal imité peut mettre son interlocuteur humain très mal à l'aise.
Trois grands partis existent qui consistent à ne pas chercher à reproduire le visage, ou à symboliser quelques expressions clé (sur un écran éventuellement), ou au contraire à tenter d'imiter autant que possible le visage humain.

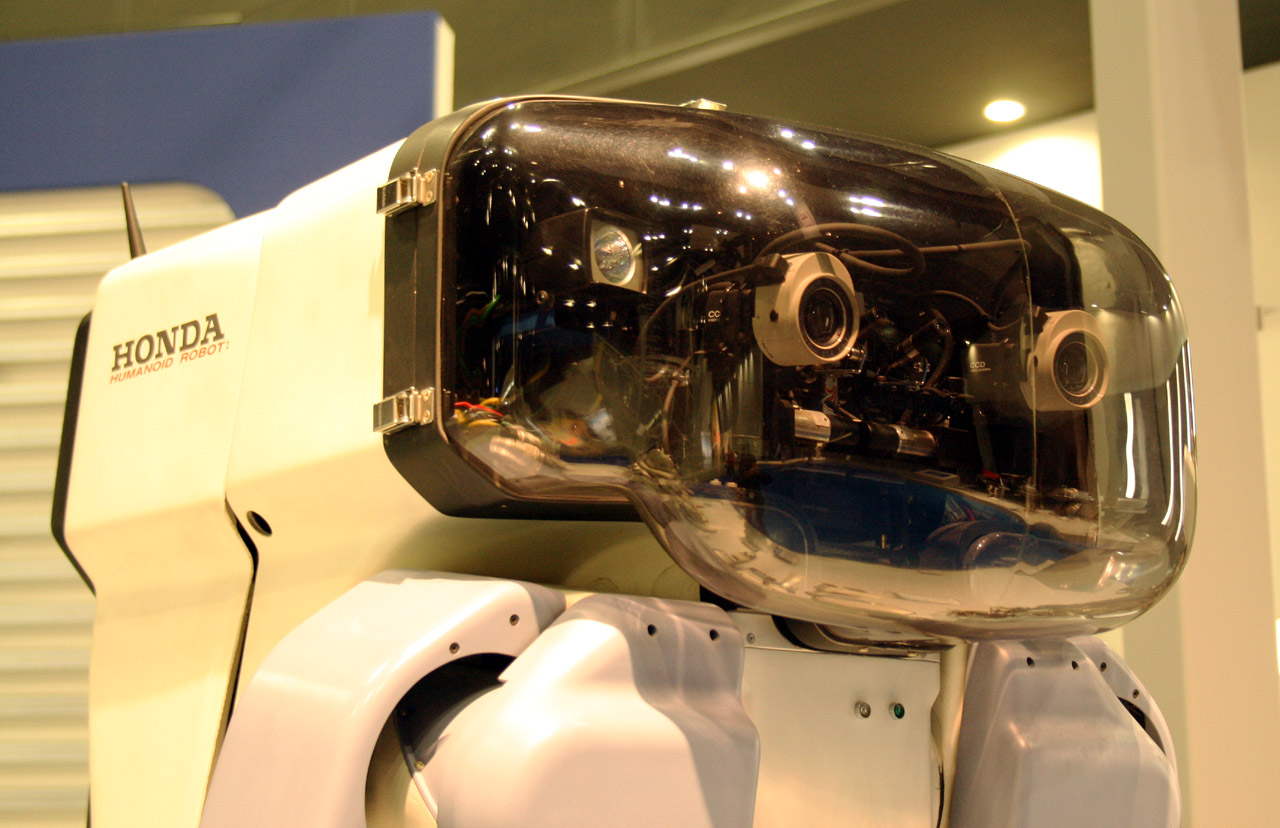
Seuls deux yeux-caméras évoquent un visage humain.
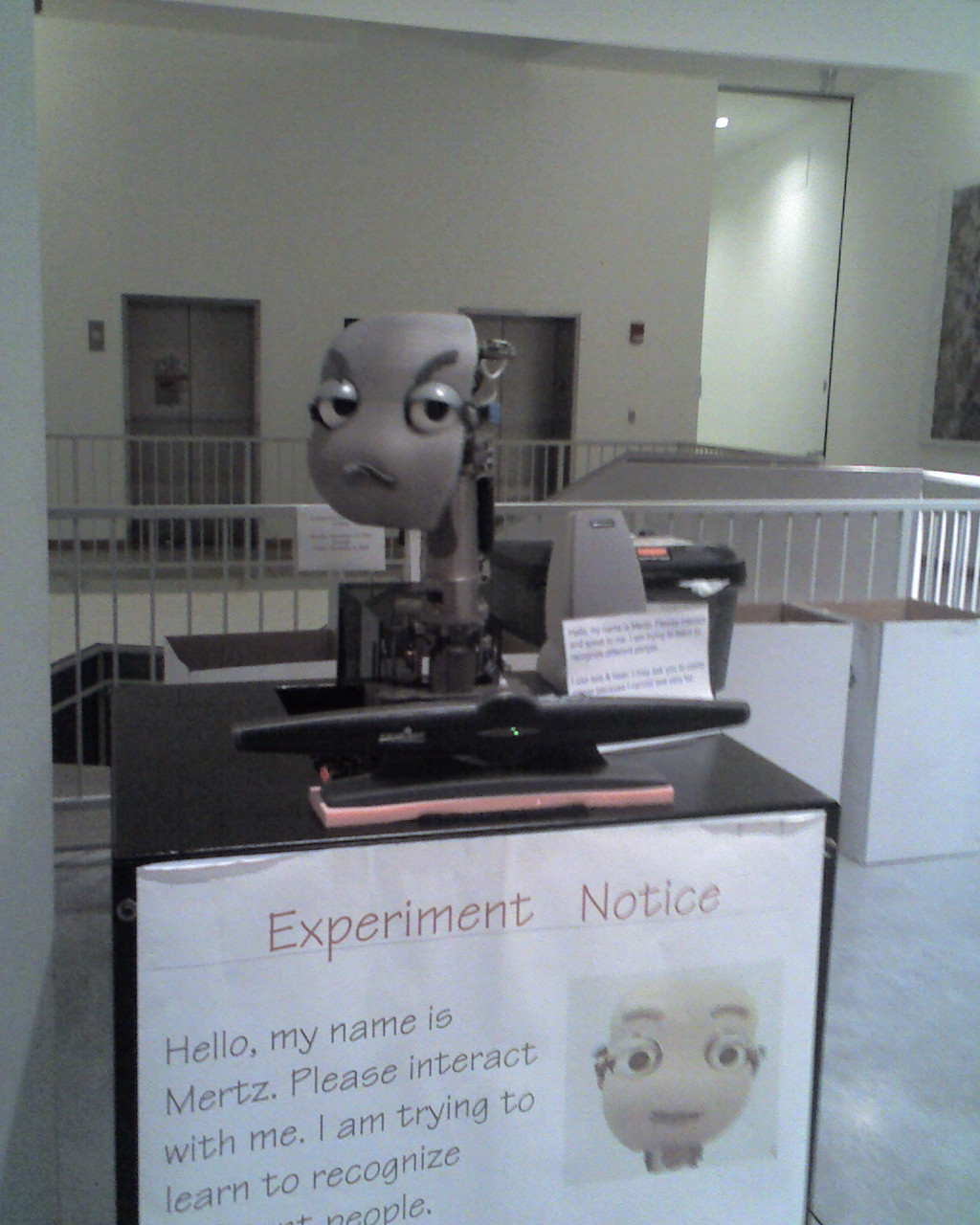
Mertz, joue sur l'expression des yeux et de la bouche.
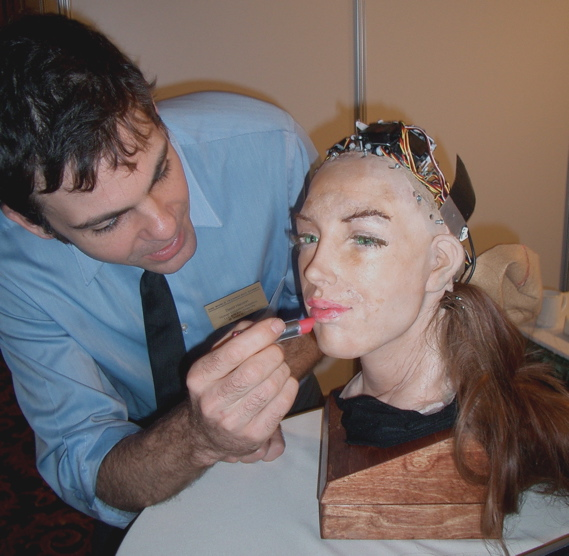
Exemple de visage robotique (Human Emulation Robotics).
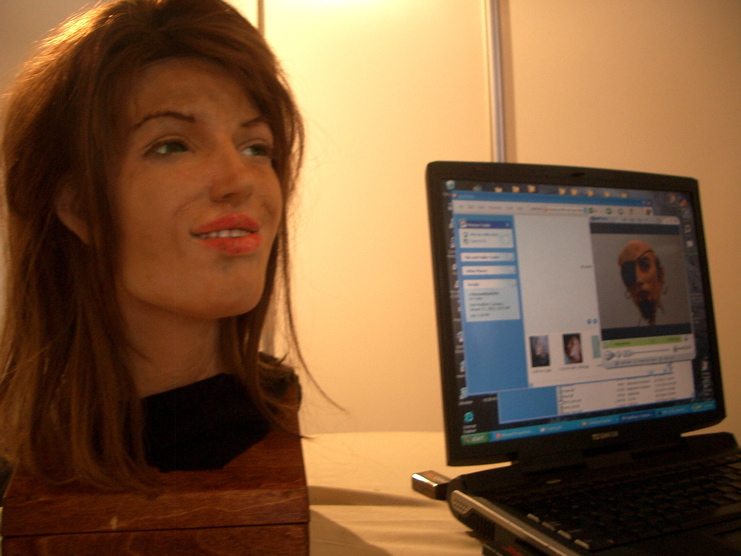
Avec chevelure.

## Pathologies
- Cancer de la peau : Le visage est l'une des parties du corps (nez, oreilles et lèvre inférieure[25]  notamment) qui fait partie de celles qui - parce que très exposées au soleil - sont le plus souvent touchées par le carcinome épidermoïde, l’une des formes plus fréquentes de cancer de la peau chez les personnes à peau blanche ou claire[26].